# چلا داتی
چلا داتی (به ایتالیایی: Cella Dati) یک کومونه در ایتالیا است که در استان کریمونا واقع شده‌است. چلا داتی ۱۹٫۱ کیلومتر مربع مساحت و ۶۰۹ نفر جمعیت دارد.